# Mike Chlasciak
"Metal" Mike Chlasciak (ur. 5 października 1971 w Warszawie) – polski muzyk, kompozytor i gitarzysta. Pod koniec 1984 roku wyemigrował z rodzicami do New Jersey w Stanach Zjednoczonych. W 1994 roku ukończył Berklee College of Music. Chlasciak współpracował m.in. z grupą muzyczną Halford, Testament, Painmuseum oraz wokalistą Sebastianem Bachem. W 1996 roku nagrał debiutancki album solowy pt. Grind Textural Abstractions.
Chlasciak udzielał lekcji gry na gitarze liderowi grupy Behemoth – Adamowi Darskiemu. Od 2010 roku felietonista magazynu Guitar World.

## Dyskografia
| Metal Mike Chlasciak - Grind Textural Abstractions (1996) - Territory: Guitar Kill!!! (2000) - The Spilling (2001) - The Metalworker (2012) Halford - Resurrection (2000) - Live Insurrection (2001) - Crucible (2002) - Fourging the Furnace (2003) - Silent Screams (2006) - Metal God Essentials, Vol. 1 (2007) - Halford III - Winter Songs (2009) | Isolation Chamber - Grind Textural Abstractions (1996) John West - Earthmaker (2002) Cans - Cans (2004) Painmuseum - Metal for Life (2005) - You Have the Right to Remain Violent (2006) Sebastian Bach - Angel Down (2007) |

## Publikacje
- Ridiculous Riffs For The Terrifying Guitarist (1995, Whammy Bar Publications)[9]
- Monster Coordination (1996, Whammy Bar Publications)[9]